# Zamora
 (novembre 2024).
Pour les articles homonymes, voir Zamora (homonymie).
Zamora est une ville d’Espagne, capitale de la province de Zamora, en communauté autonome de Castille-et-León. Elle est située au Nord-Ouest à 50 km du Portugal, elle est traversée par le fleuve Duero d'est en ouest. Elle comptait 60 988 habitants en 2020.
Zamora conserve dans sa vieille ville de nombreux édifices de style roman, ce qui lui a valu d'être classée site historique. Située sur les bords du Duero, le long de la « Ruta Vía de la Plata » (la route de l'argent), cette ville possède de nombreux remparts, palais et églises témoignant de son influence à l'époque médiévale. Sa cathédrale, construite entre 1151 et 1174, est connue pour sa coupole de style byzantin. La « Ruta del Duero » et la « Ruta Vía de la Plata » sont deux itinéraires permettant de connaître l'art et l'histoire de la province. Sans parler de la gastronomie traditionnelle de Zamora et de ses traditions séculaires, comme la célébration de la Semaine Sainte, une fête classée d'intérêt touristique.

## Géographie

### Voies de communications et transports

#### Voies routières
Deux autoroutes espagnoles desservent Zamora, l'A-11 dans un sens est-ouest et l'A-66 dans un sens nord-sud.

#### Chemin de fer
Zamora est desservie par une gare qui dispose notamment du service AVE en lien avec Madrid.

## Histoire
Elle s'appelait Ocellodurum durii dans l'Antiquité qui signifie œil du fleuve Duero. Elle apparaît ensuite dans les sources arabes sous le nom berbère de "Azemur" (oliveraie sauvage) ou "Semurah" (Ville des turquoises).
Avec les difficultés internes de l'émirat de Cordoue, la ville est par intermittence contrôlée par les rois des Asturies, qui la peuplèrent de mozarabes, contribuant ainsi à diffuser la culture arabe au nord de la péninsule Ibérique. Après qu'Alphonse III des Asturies en eut pris possession, Almanzor la détruisit entièrement en 985[source secondaire souhaitée]. La ville est conquise en 1093 par le Cid. Fernand Ier de Castille reconstruisit la ville avant de la céder à sa fille Urraca, ce qui déclencha une guerre entre celle-ci et son frère Sanche II de Castille. Le conflit, repris dans le Romancero espagnol, se termina avec la mort de Sancho sous les yeux du Cid. La loyauté de la ville est à l'origine d'un dicton qui dit que "Zamora ne s'est pas gagnée en une heure" (No se ganó Zamora en una hora)[source secondaire souhaitée].
En 1143, la ville est le théâtre d'un autre évènement mémorable : la signature du traité de Zamora entre Alphonse VII de León et Castille et Alphonse Ier de Portugal marquant la naissance du royaume du Portugal.
Après son apogée au XIIe siècle, la frontière s'étant déplacée vers le Sud, la ville perd son intérêt stratégique et économique. Beaucoup de ses habitants émigrèrent vers l'Amérique après 1492 puis vers des régions plus dynamiques de l'Espagne au XXe siècle.

### Les Hospitaliers
L'Église Sainte-Marie de la Horta (es) et son couvent ont été la résidence du prieur de Castille et León de l'ordre de Saint-Jean de Jérusalem. Les Hospitaliers avaient séparé leurs possessions à Zamora en trois commanderies distinctes :
- de Santa María de Horta.
- de San Gil de Zamora.
- de Santa María Magdalena.

## Climat
Zamora a un climat de type méditerranéen continental avec des hivers froids et des été chauds. Les précipitations se concentrent sur les mois d'automne et de printemps tandis que la sécheresse est de rigueur en été il y a du vent.
Le brouillard est une autre de ses caractéristiques climatologiques. Il est dense et persistant ce qui provoque une baisse considérable des températures en hiver.
La flore de Zamora est pleine de contraste, et parmi les régions montagneuses le Parc "del Lago de Sanabria" se démarque des autres.

## Politique et administration
La ville de Zamora comptait 59 475 habitants aux élections municipales du 28 mai 2023. Son conseil municipal (en espagnol : Pleno del Ayuntamiento) se compose donc de 25 élus.

### Maires
| Mandat    | Maire | Maire                                            | Parti | Majorité |
| --------- | ----- | ------------------------------------------------ | ----- | -------- |
| 1979-1983 |       | Victoriano Martín Fiz Valentín López Tola (1982) | UCD   | 11 / 25  |
| 1983-1987 |       | Andrés Luis Calvo (es)                           | PSOE  | 13 / 25  |
| 1987-1991 |       | Antolín Martín Martín                            | AP    | 11 / 25  |
| 1991-1995 |       | Andrés Luis Calvo (es)                           | PSOE  | 12 / 25  |
| 1995-1999 |       | Antonio Vázquez Jiménez (es)                     | PP    | 14 / 25  |
| 1999-2003 |       | Antonio Vázquez Jiménez (es)                     | PP    | 15 / 25  |
| 2003-2007 |       | Antonio Vázquez Jiménez (es)                     | PP    | 13 / 25  |
| 2007-2011 |       | Rosa Valdeón                                     | PP    | 12 / 25  |
| 2011-2015 |       | Rosa Valdeón                                     | PP    | 14 / 25  |
| 2015-2019 |       | Francisco Guarido                                | IU    | 8 / 25   |
| 2019-2023 |       | Francisco Guarido                                | IU    | 14 / 25  |
| 2023-2027 |       | Francisco Guarido                                | IU    | 10 / 25  |

## Patrimoine
Zamora est connue comme la ville de l'art roman pour sa forte concentration d'églises romanes dans son centre historique. Sa cathédrale du XIIe siècle a une structure simple en croix latine mais ce qui la rend exceptionnelle est que ses architectes se sont inspirés de l'architecture arabe pour construire certains de ses éléments, notamment ses arcs et ses nefs. La coupole centrale est d'inspiration byzantine.
On recense au total 24 églises romanes du XIe au XIIIe siècle ainsi que:
- Un château dont les fondations sont pré-romanes et la structure de type roman, construit entre les XIe et XVIIe siècles.
- Des murailles des XIe et XIIIe siècles.
- Des palais romans.
- Un pont du XIIe siècle de 250 mètres de long.
- Plus de 9 maisons d'architecture romane.
- Lycée Claudio Moyano

## Gastronomie
Zamora a une gastronomie très riche et variée: le riz à la zamorana, de la viande : du poulet, de l'agneau, du bœuf.
Les renommés « pinchos morunos », les pommes de terre « bravas », les « rebojos », les tripes, la « ternera » de Aliste, les « aceitadas » typiques de la Semaine Sainte, déclarée d'intérêt touristique international, mais que l'on trouve pendant toute l'année maintenant.
Elle offre aussi du vin grâce à ses vignobles.

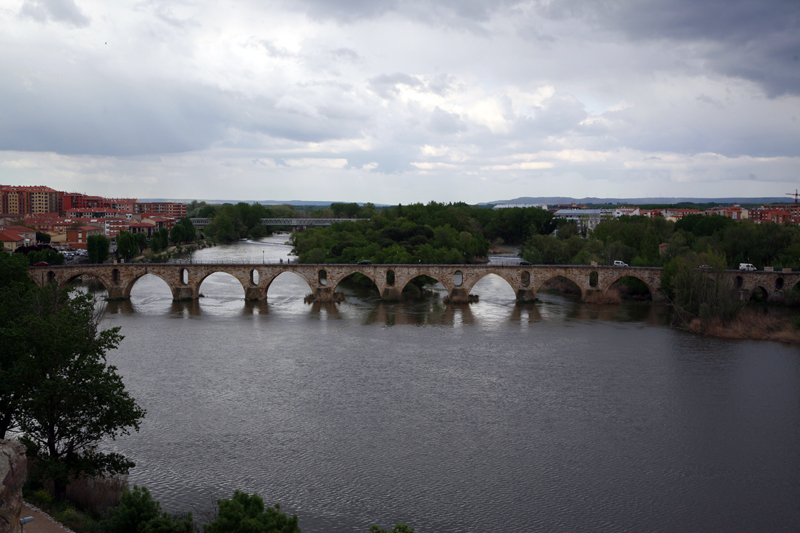
Le pont du Moyen Âge sur le Duero..
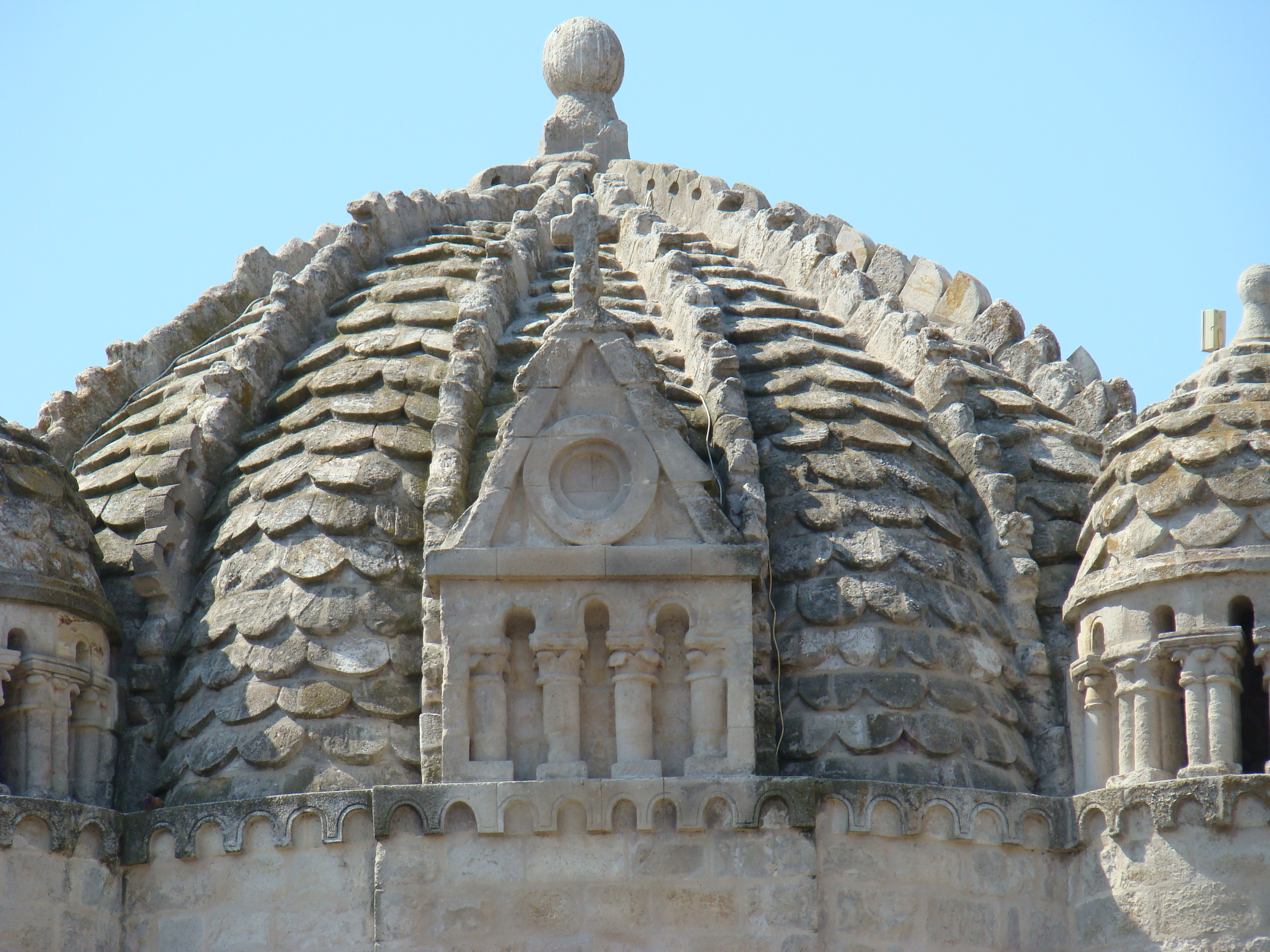
Coupole de la cathédrale.
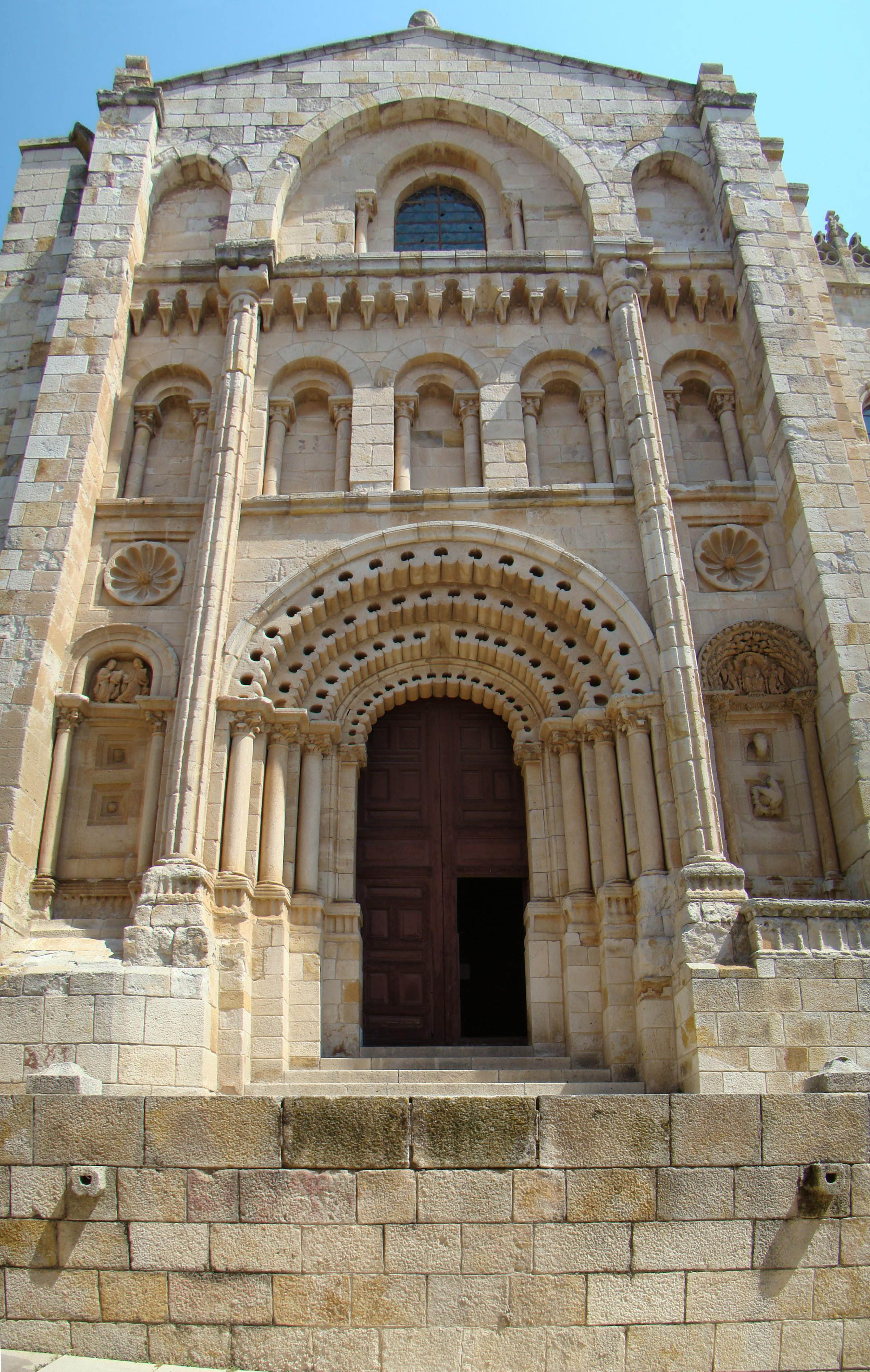
Porte romane de la cathédrale (XIIe siècle).

## Personnalités liées à la commune
- Miguel Ramos Carrión (1848-1915), dramaturge, écrivain et journaliste espagnol.
- Baltasar Lobo (1910-1993), sculpteur espagnol.
- Marino Alonso (1965), cycliste espagnol.
- Muño de Zamora (1237-1300), prélat dominicain espagnol.
- sainte Bonifacia Rodriguez Castro (1837-1905), religieuse canonisée
- Angel Nieto (1947-2017), champion motocycliste.

## Sports
La ville possède son propre stade, le Stade Ruta de la Plata, qui accueille la principale équipe de football de Zamora, le Zamora CF.

### Arrivées duTour d'Espagne
- 2008 : ...